# Hugo Koblet
Hugo Koblet (Zürich, 21 maart 1925 - Uster, 6 november 1964) was een Zwitsers wielrenner.

## Carrière
Hij werd in 1946 prof op 21-jarige leeftijd. In 1950 reed hij z'n eerste Giro. Hij sloot die winnend af en was daarmee de eerste niet-Italiaan die de Giro wist te winnen. Hij klopte onder anderen Fausto Coppi, Gino Bartali en Fiorenzo Magni. Een jaar later startte hij weer in de Giro en werd toen zesde. Hij won in dat jaar wel op indrukwekkende wijze de Tour. Hij kreeg diverse bijnamen, zoals Mooie Hugo (vanwege zijn knappe verschijning) en Le pédaleur de charme (vanwege zijn mooie stijl).
Koblet was in 1953 verloofd met de Oostenrijkse actrice en zangeres Waltraut Haas.
In 1964 kwam hij op 39-jarige leeftijd om het leven bij een eenzijdig verkeersongeval.

## Belangrijkste overwinningen
1946
- Zwitsers kampioen achtervolging (baan), profs

1947
- Zwitsers kampioen achtervolging (baan), profs
- 1e etappe deel B Ronde van Zwitserland

1948
- Zwitsers kampioen achtervolging (baan), profs
- 1e etappe Milaan-Zürich
- 5e etappe Ronde van Zwitserland
- 4e etappe deel B Ronde van Romandië

1949
- Zwitsers kampioen achtervolging (baan), profs
- 3e etappe Ronde van Romandië

1950
- Zwitsers kampioen achtervolging (baan), profs
- 6e etappe Ronde van Italië
- Eind- en bergklassement Ronde van Italië
- 4e (deel A en B) en 6e etappe Ronde van Zwitserland
- Eindklassement Ronde van Zwitserland
- GP de Suisse
- Trophée Gentil

1951
- Zwitsers kampioen achtervolging (baan), profs
- 7e, 11e, 14e, 16e en 22e etappe Ronde van Frankrijk
- Eindklassement Ronde van Frankrijk
- Grand Prix des Nations
- GP de Suisse
- 2e (deel B) en 7e etappe Ronde van Zwitserland
- 19e etappe Ronde van Italië
- Criterium der Azen
- Zwitsers Sportpersoon van het Jaar

1952
- Zwitsers kampioen achtervolging (baan), profs
- Kampioenschap van Zürich
- 4e etappe Ronde van Romandië

1953
- Zwitsers kampioen achtervolging (baan), profs
- Europees kampioen koppelkoers (baan) (met Armin Von Buren)
- 1e, 2e en 3e (deel A) etappe Ronde van Romandië
- Eindklassement Ronde van Romandië
- 3e, 6e en 8e etappe Ronde van Zwitserland
- Eindklassement Ronde van Zwitserland
- 8e etappe Ronde van Italië
- 2e (deel B) en 3e etappe Rome-Napels-Rome

1954
- Zwitsers kampioen achtervolging (baan), profs
- Europees kampioen koppelkoers (baan) (met Armin Von Buren)
- Sassari-Cagliari
- Kampioenschap van Zürich
- GP de Suisse
- 15e en 21e etappe Ronde van Italië
- 3e etappe deel A Rome-Napels-Rome
- 3e etappe deel A Ronde van Romandië
- Grote Prijs Martini

1955
- Zwitsers kampioen op de weg, profs
- 2e etappe Ronde van Zwitserland
- Eind- en bergklassement Ronde van Zwitserland
- 3e etappe deel B Ronde van Romandië
- 21e etappe Ronde van Italië

1956
- 9e etappe Ronde van Spanje

## Belangrijkste ereplaatsen
1948
- 2e in Milaan-Zürich
- 4e in het wereldkampioenschap achtervolging te Amsterdam

1949
- 3e in de GP de Suisse

1950
- 2e in de Ronde van Romandië
- 3e in de Challenge Desgrange-Colombo

1951
- 2e in de Ronde van Zwitserland
- 2e in de Ronde van Romandië
- 2e in het wereldkampioenschap achtervolging te Milaan
- 4e in het Kampioenschap van Zürich
- 4e in de Challenge Desgrange-Colombo

1952
- 2e in de Ronde van Romandië

1953
- 2e in de Ronde van Italië
- 4e in Rome-Napels-Rome

1954
- 2e in de Ronde van Italië
- 2e in het wereldkampioenschap achtervolging
- 3e in de Trofeo Baracchi (met Ferdi Kübler)

1955
- 2e in de Ronde van Romandië
- 2e in de Ronde van Vlaanderen
- 2e in het Zwitsers kampioenschap achtervolging (baan)
- 4e in de Challenge Desgrange-Colombo
- 5e in Parijs-Roubaix
- 5e in Rome-Napels-Rome

1957
- 3e in de Ronde van Romandië

## Resultaten in voornaamste wedstrijden
| Jaar | Ronde van Italië | Ronde van Frankrijk | Ronde van Spanje |
| ---- | ---------------- | ------------------- | ---------------- |
| 1947 |                  |                     |                  |
| 1948 |                  |                     |                  |
| 1950 | ↑ (2)            |                     |                  |
| 1951 | 6e (1)           | ↑ (5)               |                  |
| 1952 | 8e               |                     |                  |
| 1953 | ↑ (1)            | opgave              |                  |
| 1954 | ↑ (2)            | opgave              |                  |
| 1955 | 10e (1)          |                     |                  |
| 1956 |                  |                     | opgave (1)       |
| 1957 |                  |                     |                  |

| Jaar | Milaan-San Remo | Ronde van Vlaanderen | Parijs-Roubaix | Waalse Pijl |  | WK op de weg |  | Wereldranglijsten |
| ---- | --------------- | -------------------- | -------------- | ----------- |  | ------------ |  | ----------------- |
| 1947 | 34e             |                      |                |             |  |              |  |                   |
| 1948 | 56e             |                      |                |             |  |              |  |                   |
| 1950 |                 |                      |                |             |  | opgave       |  | (CDC)             |
| 1951 |                 |                      |                | 30e         |  | opgave       |  | 4e (CDC)          |
| 1952 | 37e             |                      | 44e            |             |  |              |  |                   |
| 1953 |                 |                      |                |             |  |              |  |                   |
| 1954 | 12e             |                      | 19e            |             |  |              |  | 9e (CDC)          |
| 1955 | 17e             | ↑                    | 7e             |             |  |              |  | 4e (CDC)          |
| 1956 |                 |                      |                |             |  |              |  |                   |
| 1957 | 17e             |                      |                |             |  |              |  |                   |

Wielerploegen van Hugo Koblet
Borcy ·
Bordin ·
Botella ·
Bover ·
Chacón ·
Ciampi ·
Company ·
Decock ·
Derycke ·
Desmet ·
Emiliozzi ·
Ernzer ·
Fini ·
Fornasari ·
Galdeano ·
Gaul ·
Geers ·
Girardini ·
Gola ·
Graf ·
Grondelaers ·
Hoevenaars ·
Iturat ·
Kerckhove ·
Koblet ·
Luyten ·
Metra ·
Mostajo ·
Pacheco ·
Pavesi ·
Pellegrini ·
Ruiz ·
Scappini ·
Schär ·
Schils ·
Schroeders ·
Segú ·
Serra ·
Strehler ·
Trobat ·
Vandaele ·
Van Looveren ·
Van Looy ·
Verhelst ·
Verplaetse
- Bibliothèque nationale de France: cb120119022 (data)
- Gemeinsame Normdatei: 119101947
- Historisch woordenboek van Zwitserland: 016094
- International Standard Name Identifier: 0000 0000 7327 1646
- Library of Congress Control Number: n2009078316
- Nederlandse Thesaurus van Auteursnamen: 072796995
- Virtual International Authority File: 814497
- WorldCat: E39PBJxmD66rQpHdKWRtPTHcT3